# امیل گرونیگ
امیل گرونیخ (انگلیسی: Emil Grünig; ۲۶ ژوئیهٔ ۱۹۱۵ – ۲۵ اکتبر ۱۹۹۴) تیرانداز اهل سوئیس بود.
وی در مسابقات کشوری و بین‌المللی در مجموع برندهٔ ۱ مدال طلا شده‌است.